# Frank Castorf
Frank Castorf, född 17 juli 1951 i Östberlin, är en tysk teaterregissör.

## Biografi
Frank Castorf studerade teatervetenskap vid Humboldt-Universität i Östberlin. På 1970-talet blev han starkt påverkad av dramatikern Heiner Müller som inspirerade honom att betrakta teatertexten som ett material som kunde stöpas om fritt för olika syften. 1976–1979 arbetade han som dramaturg vid Neue Bühne i Senftenberg. 1979–1981 var han regissör vid Brandenburger Theater i Brandenburg an der Havel. 1981–1985 ledde han sin egen ensemble vid Theater Anklam där han kom på kant med DDR-styret genom en serie okonventionella klassikeruppsättningar: William Shakespeares Othello 1982, Bertolt Brechts Trommeln in der Nacht (Trummor i natten) 1984 och Nora efter Henrik Ibsens Ett dockhem 1985. Han fick rykte om sig att behandla klassikerna fullständigt respektlöst vilket förde honom till Västtyskland 1989 där han först regisserade i Köln och Basel. Efter Berlinmurens fall 1989 frilansade han i Hamburg, München, Berlin och Basel. Hans första uppsättning på Volksbühne 1990 blev Friedrich Schillers Die Räuber (Rövarna). 1990–1992 var han fast regissör vid Deutsches Theater i Berlin. Från 1992 till 2015 var Frank Castorf chef och ledande regissör på Volksbühne i Berlin. Hans expressiva föreställningar är nyskapande och ofta provokativa och räknas till de främsta inom tysk samtida scenkonst. Hans föreställningar har ofta drag av postdramatisk teater genom att de utmanar publiken med att långa stunder vara helt stillastående eller repetitiva, tills publiken blir så provocerad att den börjar gå eller protestera högljutt. Han har även gjort iscensättningar av filmer som Anthony Burgess och Stanley Kubricks A Clockwork Orange 1993 och Irvine Welshs och Danny Boyles Trainspotting 1997. Han har fortsatt att vidga teaterns gränser genom att blanda in multimedia i föreställningarna så att parallellhandlingar och tidsförskjutningar kunde visas på videoskärmar. Hans dramatiseringar av romaner som Fjodor Dostojevskijs Der Idiot (Idioten) och Michail Bulgakovs Der Meister und Margarita (Mästaren och Margarita) - båda 2002- var totalteaterföreställningar där publiken blev en del av scenografin. Som frilansande regissör har han regisserat i Hamburg, Wien, Salzburg, Bochum och Zürich. Den prestigefulla tidskriften Theater heute har utnämnt honom till årets regissör tio gånger och fjorton av hans uppsättningar har valts ut till Berliner Theatertreffen. 1994 erhöll han Fritz-Kortner-Preis.
I Sverige har Frank Castorf gästregisserat två gånger på Stockholms stadsteater. 1997 satte han upp Thomas Martins dramatisering av August Strindbergs Svarta fanor och 2001 Michail Bulgakovs Flykt i översättning av Lars Erik Blomqvist. 1994 gästspelade Volksbühne med Henrik Ibsens Frun från havet (Die Frau vom Meer) i Frank Castorfs regi på Stockholms stadsteater.